# Chinnar Wildlife Sanctuary
Chinnar Wildlife Sanctuary är ett viltreservat i Indien.   Det ligger i delstaten Kerala, i den södra delen av landet, 2 000 km söder om huvudstaden New Delhi.